# Robert A. Ballardbrug
De Robert A. Ballardbrug, ook wel Gazellebrug genoemd, is een fietsbrug over de Zuid-Willemsvaart ter hoogte van de Nederlandse plaats Veghel (provincie Noord-Brabant), om deze plaats te verbinden met Schijndel. Vanaf 's-Hertogenbosch gezien, ligt de brug na 23,55 kilometer. Deze kokerliggerbrug wordt komende tijd ruim 50 meter verplaatst naar de plek van de oude spoorbrug over de Zuid-Willemsvaart, en zal zo een doorgaande fietsverbinding vormen op dit Duits Lijntje.

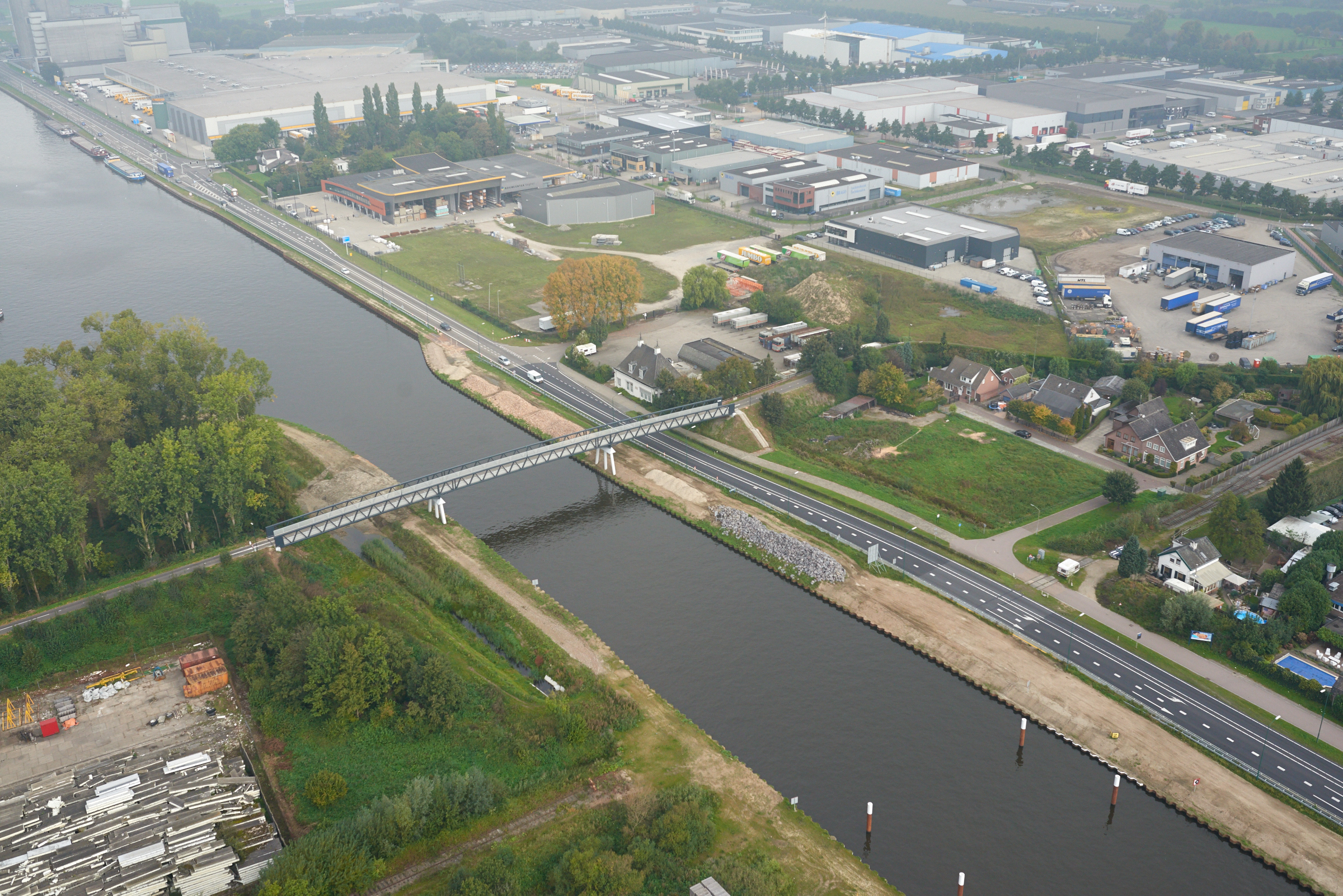
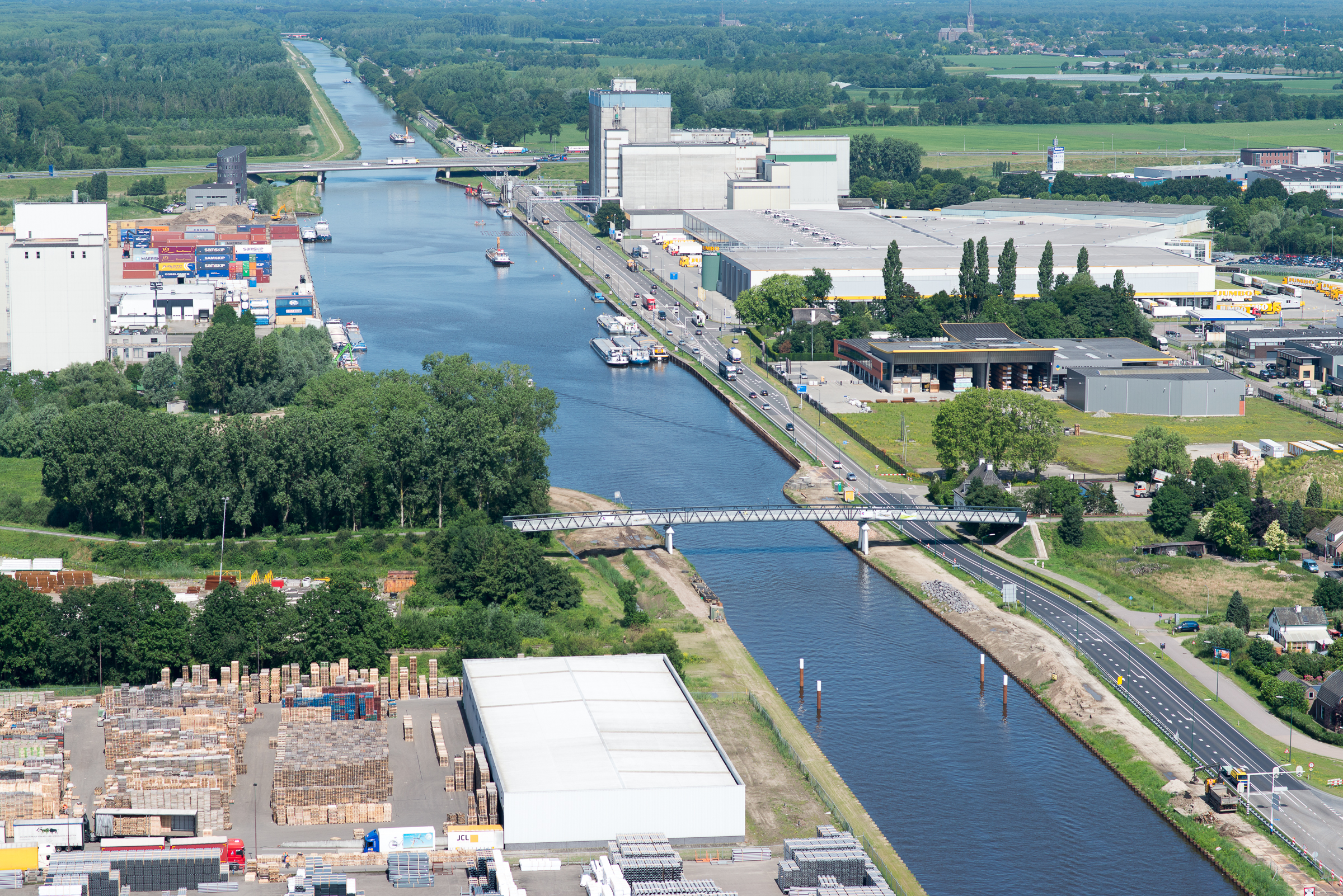

De doorvaartbreedte is 19,5 meter.